# Oherville
Oherville is een gemeente in het Franse departement Seine-Maritime (regio Normandië) en telt 169 inwoners (2004). De plaats maakt deel uit van het arrondissement Le Havre. 
In de gemeente bevindt zich de Manoir d'Auffay.

## Geografie
De oppervlakte van Oherville bedraagt 4,6 km², de bevolkingsdichtheid is 36,7 inwoners per km².
De onderstaande kaart toont de ligging van Oherville met de belangrijkste infrastructuur en aangrenzende gemeenten.

## Demografie
Onderstaande figuur toont het verloop van het inwonertal (bron: INSEE-tellingen).